# Батхуягійн Хулан
Батхуягійн Хулан (монг. Батхуягийн Хулан; нар. 20 листопада 1999) — монгольська борчиня вільного стилю, срібна призерка чемпіонату світу, срібна призерка чемпіонату Азії, учасниця Олімпійських ігор.

## Життєпис
У 2016 році стала срібною призеркою чемпіонату Азії серед кадетів.
У 2022 році дебютувала на континентальній і світовій першості на дорослому рівні. На чемпіонаті світу стала віце-чемпіонкою, поступившись у фіналі американці Домінік Перріш. На чемпіонаті Азії теж здобула срібну нагороду, поступившись у фіналі непереможній до того часу на міжнародній арені японці Фудзінамі Акарі.
У 2024 році дебютувала на Олімпійських іграх в Парижі. Здолавши у першому раунді представницю Нігерії Крістіану Огунсанью, монгольська борчиня поступилась у другому тій же Акарі Фудзінамі з Японії. Через те, що японка потрапила до фіналу Батхуягійн Хулан отримала право поборотися у втішному раунді за бронзову нагороду. Взявши реванш за поразку на чемпіонаті світу-2022 у Домінік Перріш зі США, монгольська спортсменка поступилась у другому раунді представниці Китаю Пан Цяньюй і посіла в підсумку п'яте місце.

## Спортивні результати на міжнародних змаганнях

### Виступи на Олімпіадах
| Змагання                    | Збірна   | Вагова категорія          | Місце |
| --------------------------- | -------- | ------------------------- | ----- |
| Літні Олімпійські ігри 2024 | Монголія | жіноча боротьба, до 53 кг | 5     |

### Виступи на Чемпіонатах світу
| Змагання                        | Збірна   | Вагова категорія          | Місце  |
| ------------------------------- | -------- | ------------------------- | ------ |
| Чемпіонат світу з боротьби 2022 | Монголія | жіноча боротьба, до 53 кг | Срібло |

### Виступи на Чемпіонатах Азії
| Змагання                       | Збірна   | Вагова категорія          | Місце  |
| ------------------------------ | -------- | ------------------------- | ------ |
| Чемпіонат Азії з боротьби 2022 | Монголія | жіноча боротьба, до 53 кг | Срібло |

### Виступи на інших змаганнях
| Змагання                                                      | Збірна   | Вагова категорія          | Місце  |
| ------------------------------------------------------------- | -------- | ------------------------- | ------ |
| Кубок Президента Бурятської Республіки з боротьби 2019        | Монголія | жіноча боротьба, до 53 кг | 5      |
| Гран-прі «Іван Яригін» 2020                                   | Монголія | жіноча боротьба, до 53 кг | 16     |
| Гран-прі «Іван Яригін» 2022                                   | Монголія | жіноча боротьба, до 53 кг | Бронза |
| Відкритий чемпіонат Загреба з боротьби 2023                   | Монголія | жіноча боротьба, до 53 кг | 7      |
| Турнір К. У. Кожомкула і Р. Санатбаєва 2023                   | Монголія | жіноча боротьба, до 53 кг | Золото |
| Олімпійський кваліфікаційний турнір з боротьби 2024 (Бішкек)  | Монголія | жіноча боротьба, до 53 кг | Бронза |
| Олімпійський кваліфікаційний турнір з боротьби 2024 (Стамбул) | Монголія | жіноча боротьба, до 53 кг | Золото |

### Виступи на змаганнях молодших вікових груп
| Змагання                                     | Збірна   | Вагова категорія          | Місце  |
| -------------------------------------------- | -------- | ------------------------- | ------ |
| Чемпіонат Азії з боротьби серед кадетів 2016 | Монголія | жіноча боротьба, до 52 кг | Срібло |